# Oranjefluss-Kolonie

Oranjefluss-Kolonie, 1902–1910

Flagge der Oranjefluss-Kolonie

Wappen Oranjefluss-Kolonie

Die Oranjefluss-Kolonie (englisch: Orange River Colony) war eine britische Kolonie, die nach dem Ende des Zweiten Burenkriegs am 31. Mai 1902 entstand, nachdem der Oranje-Freistaat bereits im Jahr 1900 okkupiert und 1902 annektiert worden war. Die Hauptstadt der Kolonie war Bloemfontein. Als Amtssprachen dienten Englisch und Niederländisch. Gesetzliches Zahlungsmittel war das Pfund Sterling. Nach genau acht Jahren wurde die Oranjefluss-Kolonie am 31. Mai 1910 als Provinz Oranje-Freistaat in die Südafrikanische Union eingegliedert.
Mit dem Frieden von Vereeniging bekam die Kolonie ihre Zivilverwaltung. Als Premierminister diente bis 1910 Abraham Fischer.
Die Gouverneure der Oranjefluss-Kolonie waren:
- 1900–1905 Alfred Milner, 1. Viscount Milner
- 1905–1907 William Palmer, 2. Earl of Selborne
- 1907–1910 Sir Hamilton Goold-Adams